# Maqluba
El maqlube, maqluba o maʾlube (en árabe مقلوبة significa al revés o voltear) es un plato de arroz tradicional de la gastronomía palestina, aunque también es preparado y consumido en otros países de Asia occidental. A veces se denomina como la paella árabe debido a su similitud de aromas y colores con la paella valenciana.[cita requerida] Se trata de un plato servido los días festivos.

## Historia
Si bien es un plato tradicional de la gastronomía Jordana y Palestina, el nombre original del mismo era Al-Batenyaniya. En la reconquista y liberación de Jerusalem a manos de Saladino en el Rajab del año 583 AH (1187 d. C.),el pueblo decidió agradecerle cocinando su plato más característico, el Al-Batenyaniya. La comida le gustó tanto al Sultán que este decidió preguntar por el nombre del plato "al revés" que le cocinaron, lo cual llevó al pueblo a decidirse a renombrar el mismo en su honor como Maklube (al revés).

## Características
En la antigüedad se elaboraba con los restos de carne (generalmente de pollo o aves de corral) que se iban acumulando en las casas a lo largo de la semana y que se acababan cocinando un día indicado. El plato contiene además otros ingredientes tales como berenjenas, huevo, etc. Todos los ingredientes se cuecen juntos en una cacerola. Las versiones más humildes de este plato contienen coliflor (es propia de las aldeas) en lugar de la berenjena, como variante pobre. 
Hoy en día puede llevar carne de pollo o de cordero y se trata de un plato respetable ofrecido a los comensales para mostrarles respeto y honor. Es un plato que se suele comer los viernes. Esta comida se suele cocinar para celebrar o conmemorar algo. Es un plato que se suele comer con yogur y con pequeños aperitivos de pan de pita, sésamo, aceite y algunas veces queso frito o ensalada tunecina.

## Maklube
En Turquía, el plato se conoce como Maklube. A pesar de que los ingredientes se vuelven ligeramente diferente de ser modificado para encajar en la cocina turca, y la preparación de los platos tienen el mismo aspecto.